# Angelo Ruggiero
Angelo Salvatore Ruggiero, detto Quack Quack (New York, 29 luglio 1940 – New York, 4 dicembre 1989), è stato un mafioso statunitense, membro della famiglia Gambino e amico personale di John Gotti. Quando Gotti assunse la leadership della famiglia, nominò Ruggiero caporegime. Durante la detenzione preventiva di Gotti per un processo statale - che poi vinse - Ruggiero agì da intermediario tra lui e il resto dell’organizzazione.

## Biografia
Angelo Salvatore Ruggiero nacque al Lutheran Hospital e crebbe nel quartiere di East New York, a Brooklyn. Suo padre era un immigrato di prima generazione originario di Napoli, estraneo al mondo della criminalità organizzata. La madre si chiamava Mary Dellacroce. Tra i suoi fratelli vi erano Salvatore Ruggiero Senior, affiliato alla famiglia Gambino, John Ruggiero e Francis A. "Little Frankie" Ruggiero. Anche suo nipote, Salvatore Ruggiero Junior, è stato coinvolto in attività mafiose. Tra i suoi parenti figurano anche Aniello Dellacroce, influente sottocapo della famiglia Gambino, e Sean e Shannon Connelly.
Ruggiero crebbe insieme a John Gotti, futuro boss della famiglia Gambino, e a Sammy Gravano, che sarebbe poi diventato suo vice. Abbandonata la scuola superiore, Ruggiero accumulò diversi arresti già negli anni ’50 per risse di strada, ubriachezza molesta, furto d’auto, gioco d’azzardo illegale, possesso di armi non registrate e furto con scasso. In alcune di queste occasioni fu arrestato insieme a John Gotti.

### Il soprannome "Quack Quack"
Angelo Ruggiero si guadagnò il soprannome “Quack Quack” per due motivi: la sua abitudine a parlare senza sosta - chiunque lo andasse a trovare doveva sorbirsi ore di pettegolezzi, lamentele e confessioni non richieste - e un problema ai piedi che gli conferiva un’andatura simile a quella di un’anatra.

## Carriera criminale
Nel 1966, Angelo Ruggiero e John Gotti furono arrestati insieme mentre cercavano di rubare un camion betoniera.
Il 22 maggio 1973, Ruggiero, Gotti e un sicario della famiglia Gambino, Ralph Galione, uccisero il mafioso James McBratney in un bar di Staten Island. La richiesta arrivò dai vertici dell'organizzazione e da Carlo Gambino in persona dopo che McBratney rapì e in seguito uccise Emanuel Gambino, nipote del boss. Ruggiero e Gotti furono identificati da un testimone oculare e condannati per omicidio colposo. Dopo essere stati rilasciati sulla parola nel luglio del 1977, vennero ufficialmente “fatti” (made) - cioè introdotti come membri a pieno titolo nella famiglia Gambino - durante una cerimonia presieduta dal nuovo boss Paul Castellano (salito al potere dopo la morte di Carlo Gambino), dal consigliere Joseph N. Gallo e dal sottocapo Aniello Dellacroce. Secondo le autorità, fu proprio il forte legame personale con Dellacroce a favorire la loro rapida ascesa nei ranghi dell’organizzazione.
Per rispettare le condizioni della libertà vigilata, Ruggiero risultò formalmente impiegato dal 1977 al 1984 come venditore presso la Arc Plumbing and Heating Corporation, un’azienda di facciata gestita da affiliati dei Gambino, Anthony e Caesar Gurino.
Nel 1980, Ruggiero fu sospettato di aver rapito e ucciso John Favara, vicino di casa di Gotti che, in un tragico incidente d’auto, investì e uccise Frank Gotti, il figlio dodicenne del boss.
Ruggiero prese parte anche all’omicidio del boss Paul Castellano nel 1985, evento chiave che portò Gotti al potere.
Successivamente, Ruggiero fu al centro di un’indagine federale sotto copertura. Wilfred Johnson, un mafioso diventato informatore del governo, fornì agli inquirenti la piantina della casa di Ruggiero, permettendo così l’installazione di microspie e intercettazioni ambientali. Le autorità monitorarono le sue attività, in particolare quelle legate al traffico di stupefacenti. In seguito, alcune registrazioni lo incriminarono direttamente, insieme a Gene Gotti, per il coinvolgimento nell’omicidio di Castellano.

### Il rapporto con Dellacroce
Lo zio di Angelo Ruggiero, Aniello Dellacroce, fu uno dei primi sostenitori del boss Albert Anastasia e divenne sottocapo sotto la guida del suo successore, Carlo Gambino. Prima di morire, Gambino designò Paul Castellano come suo successore alla guida della famiglia, lasciando Dellacroce nel ruolo di sottocapo. Nonostante Dellacroce non fosse d'accordo con quella scelta, decise comunque di sostenere Castellano per evitare divisioni interne e preservare l’unità dell’organizzazione.
Il rapporto tra zio (Dellacroce) e nipote (Ruggiero) venne messo a dura prova quando Peter Tambone, stretto collaboratore di Ruggiero, fu arrestato per traffico di droga. Dellacroce fu categorico: avrebbe ucciso chiunque, compresi Ruggiero o Gotti, se avesse scoperto un coinvolgimento diretto nel narcotraffico. Per proteggere Tambone, Ruggiero gli ordinò di dichiarare che non era coinvolto nella gestione dell’eroina, ma solo nel riciclaggio del denaro derivante dalla vendita.
Sammy Gravano, che all’epoca era un membro influente della famiglia, in seguito affermò:
“Non credo che, se fosse vissuto, Neil (Dellacroce) avrebbe permesso l’omicidio di Angelo. Probabilmente lo avrebbe semplicemente messo da parte per accontentare Paul. Se avesse lasciato che Paul lo eliminasse, sarebbe scoppiata una guerra. Neil pensava: ‘Paul è il boss, diciamogli la verità, mostriamogli le registrazioni.’ Ma se Paul avesse insistito per ucciderlo, Neil avrebbe lottato con tutte le sue forze per salvarlo. E se non ci fosse riuscito… chissà come sarebbe finita.”
Gravano aggiunse anche:
“Non credo che a John (Gotti) importasse davvero di Angelo o delle registrazioni. Penso che cercasse solo un pretesto per sfruttare altri malumori nei confronti di Paul. C’era tensione tra Dellacroce e i suoi fedelissimi da una parte, e Castellano dall’altra. Frank DeCicco era stimato da entrambi. Quando Angelo cercò di convincere DeCicco che Dellacroce era davvero in contrasto con Castellano, lui non gli credette. E, con grande frustrazione di Ruggiero, DeCicco rispose che, a suo parere, lo zio era sempre stato un leale sottocapo. Angelo si trovava persino ad ascoltare John Gotti - amico d’infanzia e pupillo di Dellacroce - mentre insultava Neil e le sue ‘stronzate su Cosa Nostra’.”

### Il rapporto con Castellano
Ogni due domeniche, Ruggiero si recava nella villa di Castellano a Todt Hill, Staten Island, per riferire sull’operato della sua squadra e di John Gotti e sui profitti derivanti da furti e scommesse clandestine. Tuttavia, in privato, non risparmiava critiche al suo boss: lo definiva con disprezzo un "bevitore di latte" e una "femminuccia", e derideva i figli di Castellano, che gestivano l’azienda Dial Poultry, chiamandoli “i pollaioli”. I consiglieri d’affari ebrei di Castellano venivano liquidati come “il club degli ebrei”, mentre Thomas Gambino, responsabile degli affari della famiglia nel settore tessile, era per lui semplicemente “lo stilista effeminato”. Ruggiero non esitava a ridicolizzare Castellano e il suo braccio destro, Thomas Bilotti, immaginandoli passare le serate a Todt Hill in atteggiamenti ridicoli e volgari.
In seguito alla diagnosi di cancro al cervello per Aniello "Neil" Della Croce, Paul Castellano emanò un severo decreto all’interno della famiglia Gambino: a tutti i membri affiliati dopo il 1962 era tassativamente proibito trafficare in droga, pena la morte. Successivamente, Castellano cercò anche di spingere la Commissione a imporre un divieto totale a livello nazionale. Questa nuova direttiva era indirizzata principalmente a John Gotti e Angelo Ruggiero che Castellano iniziava a sospettare stessero segretamente traendo profitto dalla vendita di eroina. Così facendo, Castellano sperava di fermare la rapida e ambiziosa ascesa al potere di Ruggiero e Gotti. Questa decisione ovviamente, non piacque affatto ai due che il 16 dicembre 1985, appena due settimane dopo la morte di Dellacroce, decisero di eliminare Paul Castellano e il suo guardaspalle Thomas Bilotti davanti al ristorante Sparks Steak House a Manhattan. A seguito dell’omicidio, John Gotti prese il comando della famiglia Gambino.

### Il rapporto con la famiglia Gotti
Nel 1985, con l’ascesa di John Gotti al vertice della famiglia criminale Gambino, la gestione delle operazioni dirette, come le esecuzioni su commissione, venne affidata ad Angelo Ruggiero.
Nonostante il legame apparentemente stretto tra i due, Ruggiero non esitava a parlar male di Gotti alle sue spalle. Alcune delle sue invettive furono registrate dall’FBI tramite intercettazioni ambientali. In quelle conversazioni, Ruggiero definiva Gotti un “figlio di puttana malato” e lo criticava per la sua parlantina instancabile, affermando che “quella cazzo di bocca non si ferma mai”. Si lamentava anche del fatto che Gotti “abusava” della gente, parlava male di tutti ed era “in torto su un sacco di cose”. Eppure, nonostante tutto, dichiarava di volergli bene, paragonandolo a un fratello.
Con il tempo, divenne addirittura una figura paterna per John Gotti Jr., che lo considerava uno “zio”, sebbene non ci fosse alcun legame di sangue o affinità familiare ufficiale.
Nonostante i profondi legami tra le famiglie Ruggiero e Gotti, quando Peter Gotti prima e poi John Gotti Jr. furono promossi al ruolo di capi della famiglia Gambino, né il figlio e il cugino di Angelo ottennero l'onore di diventare “uomini d’onore” (made men). Una differenza evidente rispetto a quanto accaduto in passato, quando lo zio di Ruggiero, Aniello Dellacroce, aveva fatto da garante per l’affiliazione del giovane John Gotti.

### Il rapporto con Wilfred Johnson
Wilfred "Willie Boy" Johnson, affiliato alla mafia e informatore segreto, nutriva un odio profondo nei confronti di Angelo Ruggiero. Tra tutti i membri della squadra del Bergin Hunt and Fish Club, Johnson sembrava essere il più determinato a colpire Ruggiero attraverso la sua collaborazione con l’FBI. Lo insultava frequentemente, riferendosi a lui come “quel grasso bastardo”.
Johnson inoltre fornì all'FBI una mappa dettagliata della casa di Ruggiero a Cedarhurst, New York, indicando anche i punti migliori dove piazzare dispositivi d’ascolto. Nel 1982, grazie a queste informazioni, l’FBI riuscì a installare una microspia nella residenza di Ruggiero. Le intercettazioni ottenute da quella casa divennero in seguito una delle fonti orali più importanti mai raccolte nella storia delle indagini sul crimine organizzato, offrendo uno sguardo senza precedenti sui meccanismi interni della Cosa Nostra americana.

## I nastri
Grazie alle informazioni fornite dagli informatori dell’FBI Wilfred Johnson, James Cardinali, Mark Reiter e George Yudzevich, la "Gambino Squad" dell'FBI nel Queens, New York, ottenne l’autorizzazione dal Dipartimento di Giustizia degli Stati Uniti a richiedere un'ordinanza di intercettazione sul telefono di casa di Angelo Ruggiero. L’approvazione arrivò il 9 novembre 1981. Sebbene l’indagine fosse iniziata con l’obiettivo di colpire usura e gioco d’azzardo illegale, l’attenzione si spostò rapidamente verso il traffico di eroina. Il telefono intercettato risultava registrato a nome della figlia di Ruggiero, Princess Ruggiero, scelto appositamente perché Ruggiero era solito vantarsi con alcuni informatori di quanto fosse “sicuro”.
Nonostante fosse consapevole che solo pochi mesi prima l'FBI era riuscito ad intercettare con successo alcune conversazioni avvenute presso il Bergin Club, Ruggiero iniziò a parlare liberamente al telefono delle attività di usura e gioco d'azzardo illegale che conduceva insieme a John Gotti e al fratello di questi, Gene Gotti. Nel rapporto iniziale dell’FBI, vennero elencati anche Peter Gotti e Richard Gotti come esattori per l'usura, mentre Ruggiero venne descritto come un "omicida noto" che non avrebbe esitato a usare la violenza contro un debitore insolvente. In qualche modo, Ruggiero venne a sapere che era sotto ascolto e si diede alla macchia. La notizia dell'intercettazione gettò nel panico sia la fazione guidata da Dellacroce e Gotti, sia i lealisti di Paul Castellano all’interno della famiglia Gambino.
Il 1º dicembre 1984, la microspia venne rimossa quando Ruggiero si trasferì da Howard Beach, Queens, a Cedarhurst, New York, in una casa che stava ristrutturando. Ruggiero confidò agli informatori che era stata una mossa intelligente e che l’FBI non avrebbe mai scoperto il suo nuovo indirizzo. In realtà, l’FBI era già sulle sue tracce: grazie a dei tabulati telefonici ottenuti dal Our Friends Social Club, gli agenti avevano rilevato diverse chiamate verso Cedarhurst e il giorno del trasloco erano già sul posto.
L’FBI aumentò la sorveglianza su Ruggiero e su John Gotti, sospettando un loro coinvolgimento diretto nel narcotraffico. Nonostante Ruggiero cominciasse a parlare in codice e a mostrare segni di nervosismo, le prove a suo carico si accumularono, in gran parte grazie alle conversazioni telefoniche registrate con i trafficanti Alphonse Sisca e Arnold Squitieri.
Il 17 aprile 1984, Ruggiero incontrò Jack Conroy, un presunto affiliato che sosteneva di avere un contatto all’interno della compagnia telefonica, in grado di verificare la presenza di intercettazioni legali e scoprire chi le avesse autorizzate. Dopo una settimana, Conroy chiese tra gli 800 e i 1.000 dollari per il suo contatto, più 200 dollari a testa per lui e il suo "socio". Ruggiero accettò. Pochi giorni dopo, Conroy consegnò un’informazione falsa: secondo lui, le intercettazioni erano legali, autorizzate da un ordine del tribunale federale nel distretto sud di New York (Manhattan e Bronx) il 18 marzo 1984. Questo spinse Ruggiero a credere di essere solo marginalmente coinvolto in un'indagine più ampia. In ogni caso, disse a Conroy - che nel frattempo l’aveva truffato per 1.000 dollari - che gli avrebbe fornito altri numeri di telefono da controllare. Conroy, che in realtà era un agente sotto copertura dell’FBI travestito da tecnico telefonico, accettò senza problemi.
Mentre si preparavano gli atti per l'incriminazione, Ruggiero sembrava incredibilmente tranquillo. Spese 40.000 dollari per ristrutturare la nuova casa a Cedarhurst, e fu intercettato mentre diceva:
“Le cimici in questa casa sono solo una stronzata, non verrà fuori niente.”
Alla fine di giugno 1985, la squadra del Bergin riuscì finalmente a ottenere informazioni concrete: Ruggiero riuscì a mettere le mani su una versione, rattoppata ma significativa, dell’ultimo dei sei affidavit dell’FBI relativi alle intercettazioni. Quei documenti rivelavano che il tecnico telefonico “John Conroy” non era affatto chi diceva di essere. Ma la scoperta più devastante fu la conferma ufficiale della profondità dell’indagine: tre microspie erano state installate nella casa di Ruggiero. Quando Ruggiero si rese conto della portata dell’inchiesta, fu preso dal panico: da tempo mentiva sia a Paul Castellano che a suo zio Aniello Dellacroce, sostenendo di non essere coinvolto nel traffico di droga, ma di essersi limitato a gestire qualche residuo dell’attività del fratello Salvatore.
Dopo l’arresto di Castellano per racket e altri reati, emerse che anche la sua casa era stata intercettata dall’FBI e che proprio le registrazioni ottenute a casa di Ruggiero avevano costituito la base legale per quell’azione. Castellano si rivolse quindi a Dellacroce chiedendogli le cassette. Dellacroce cercò di calmarlo, spiegando che contenevano molti momenti imbarazzanti e personali che Ruggiero non voleva far uscire. Castellano, tuttavia, sosteneva di volerle per i suoi avvocati, che stavano tentando di escludere le sue intercettazioni dal processo del 1985 contro la Commissione. Nei successivi incontri tra Ruggiero, Gotti e Dellacroce, Ruggiero si rifiutò categoricamente di consegnare i nastri. Accusò lo zio di tradimento anche solo per aver preso in considerazione la richiesta e arrivò a minacciare i suoi stessi avvocati:
“Li ammazzo se consegnano le cassette.”
Sammy Gravano, in seguito, raccontò:
“Non sapevo, all’epoca, che la microspia su di lui aveva dato al governo il via libera legale per intercettare la casa di Paul [Castellano]. È stata la lingua lunga di Angie (Angelo). Era registrato dappertutto, cazzo. I suoi nastri, il nastro con Gerry Lang e Donnie Shacks… qualsiasi cosa, Angie ci stava sopra. E parlava sempre di roba che non avrebbe mai dovuto nominare. Scoprimmo dei nastri quando lo arrestarono. E alla fine quei nastri sarebbero diventati un fottuto problema enorme. Probabilmente, sono stati loro a condannare Paul. Ma non fu solo quello: c’erano anche tante cose che Paul stava facendo e che la famiglia non condivideva. Quando arrivò il momento di decidere, fu per questo che io, Frank DeCicco e gli altri ci andammo dietro. A quel punto, però, i nastri di Angie non avevano niente a che fare con me. Io non sono mai stato a casa di Angie. Non sono in nessuno di quei nastri. Era un problema suo. E di John Gotti. E di Paul.”

## DiBernardo e Casso

### L'omicidio DiBernardo
Nel giugno del 1986, Angelo Ruggiero riuscì a organizzare con successo l’omicidio del capo della famiglia Gambino, Robert DiBernardo. Fu Ruggiero a iniziare a parlare in modo sovversivo di DiBernardo, alimentando sospetti e tensioni. In seguito, Sammy Gravano raccontò:
"Dissi ad Angie che, se DiB (DiBernardo) aveva detto qualcosa, non contava nulla. Solo parole. DiB non era pericoloso. Gli chiesi di contattare John [in prigione] per vedere se potevamo rimandare la cosa, parlarne una volta che fosse uscito. Ma Angie rispose subito che doveva essere fatto. John era furioso. Suo fratello Genie, con la sua squadra, avrebbe eseguito il colpo in casa della madre di uno dei soldati. Io dovevo portare DiB lì per una riunione e chi si fosse seduto dietro di lui gli avrebbe sparato. Ma la casa non era disponibile. Angie tornò da me e disse che John era infuriato. Voleva che si facesse subito, e voleva che fossi io a farlo. Non sapevo cosa stesse dicendo Angie a John sulle mie esitazioni. So solo che Angie doveva 250.000 dollari a DiB. Immagino che questo abbia avuto un ruolo nella decisione. Ma non so se John fosse al corrente. Forse aveva altri motivi, qualche rancore nascosto. Io e Frankie (Frank DeCicco) avevamo faticato non poco a convincere John a promuovere DiB a capitano dopo la morte di Paul (Castellano). Ma non ho mai messo in dubbio che quell'ordine arrivasse da lui."

### Il tentato omicidio di Casso
Dopo che Anthony Casso, soldato della famiglia Lucchese definì Ruggiero un “idiota”, quest'ultimo decise di eliminarlo, affidando il compito a Michael Paradiso, uno dei più vecchi amici di Gotti. Paradiso, a sua volta, incaricò tre sicari, tra cui James Hydell, un delinquente di Staten Island e nipote del capodecina Gambino Daniel Marino. Hydell sparò cinque colpi a Casso, ma non riuscì a ucciderlo, un errore che costò carissimo: Hydell fu rapito dagli ex poliziotti corrotti Stephen Caracappa e Louis Eppolito, torturato per dodici ore da Casso e infine ucciso.
Questo episodio minò ulteriormente la fiducia di Gotti nelle capacità di Ruggiero come capodecina, creando un serio problema gestionale. Da boss, Gotti stava entrando nei grandi affari dell’élite mafiosa, che richiedevano uomini con intelligenza e fiuto per gli affari. Ruggiero, secondo molti, non possedeva nessuna di queste qualità.
Dopo il disastroso tentato omicidio di Casso, John Gotti Jr. affermò che suo padre mise Ruggiero "sulla mensola", ovvero lo estromise, per aver ordinato l’attacco senza autorizzazione. Nonostante le direttive del padre, John Jr. mantenne un legame affettuoso con il vecchio amico di famiglia, continuando a sentirlo regolarmente.

## Salvatore Ruggiero Senior
Dopo aver ricevuto la notizia della morte del fratello Salvatore Ruggiero Senior, precipitato in un incidente aereo, Angelo Ruggiero, insieme a Gene Gotti e John Carneglia, si recò nel nascondiglio del fratello a Franklin Lakes, New Jersey, alla ricerca di una partita di eroina e contanti che Salvatore non aveva ancora venduto. Tuttavia, alcuni mesi prima, nel tentativo di ottenere prove per incriminare John Gotti e monitorare i suoi movimenti, l'FBI aveva già piazzato microspie nella casa di Ruggiero. Oltre al telefono sotto controllo, diversi microfoni erano stati installati in cucina, nello studio e nella sala da pranzo. Grazie a queste intercettazioni, gli agenti federali riuscirono a registrare una conversazione tra Ruggiero e il suo avvocato Michael Coiro, che, dopo avergli espresso cordoglio per la perdita del fratello, disse:
“Gene (Gotti) ha trovato l’eroina.”
Il semplice fatto che, subito dopo la morte di Salvatore, si parlasse di eroina e che ciò coinvolgesse indirettamente un parente di Gotti, catturò immediatamente l’attenzione degli inquirenti. A quel punto, l'indagine su Ruggiero divenne centrale poiché prometteva di portare a incriminazioni di alto livello all'interno della famiglia Gambino.
La morte del fratello lo colpì duramente. Le microspie nella sua casa di Cedarhurst lo registrarono spesso mentre parlava con nostalgia e dolore di Salvatore. A differenza del fratello, diventato multimilionario grazie al traffico internazionale di droga, Angelo non riuscì mai a elevarsi oltre lo status di mafioso di strada benestante. In un’intercettazione, Ruggiero ammise quanto fosse difficile per lui accettare la perdita, soprattutto perché il corpo era “a pezzi”. Poi aggiunse:
“Se gli avessero sparato alla testa e l’avessero trovato in strada… beh, quello fa parte della nostra vita. Quello lo potevo accettare.”

## La rottura con John Gotti

### I processi
Dal carcere, John Gotti ordinò l’omicidio di Robert DiBernardo, eseguito da Salvatore "Sammy the Bull" Gravano. Sia DiBernardo che Angelo Ruggiero ambivano a succedere a Frank DeCicco come underboss della famiglia Gambino, ma fu proprio Ruggiero ad accusare DiBernardo di voler sfidare la leadership di Gotti, spingendo quest’ultimo a ordinarne l'eliminazione. Tuttavia, quando Ruggiero - anch’egli sotto processo - si vide revocare la libertà su cauzione per il suo comportamento arrogante durante le udienze preliminari, un Gotti sempre più frustrato decise di promuovere Joe Armone al ruolo di underboss al suo posto.
Dopo che il primo processo per traffico di eroina contro Ruggiero, Gene Gotti e John Carneglia si concluse con un nulla di fatto per sospetta manipolazione della giuria, Ruggiero rimase in custodia federale, con la cauzione ancora revocata, in attesa del secondo processo. Anche quest'ultimo terminò allo stesso modo. Nel 1989, al terzo processo, Ruggiero fu finalmente rilasciato su cauzione e partecipò come imputato. A quel punto, però, gli era già stato diagnosticato un tumore ai polmoni in fase terminale. I suoi ex soci nel traffico di droga, Gene Gotti e John Carneglia, vennero condannati a 50 anni di carcere ciascuno.

### La malattia
Gravano raccontò in seguito di aver sentito che John Gotti avrebbe voluto far uccidere Ruggiero per aver permesso all'FBI di registrarlo con le microspie, compromettendo così l'intera organizzazione. Gravano riuscì a convincere Gotti che, vista la malattia terminale di Ruggiero, non valeva la pena sporcarsi le mani. Invece di ordinare la sua morte, Gotti lo retrocesse, togliendogli il grado di caporegime della squadra del Bergin, ed escludendolo da tutte le attività criminali. Gravano, dopo essersi pentito e aver collaborato con la giustizia, riferì che, negli ultimi mesi di vita di Ruggiero, sia lui che Gene Gotti pregarono John di andare a trovarlo, visto che erano amici fin dall’infanzia. Gotti rifiutò, ancora accecato dalla rabbia per il fatto che proprio le intercettazioni su Ruggiero avessero messo in pericolo l’intera famiglia.

## Morte
Angelo Ruggiero morì di cancro il 4 dicembre 1989, a soli 49 anni, nella sua casa di Howard Beach, nel Queens.
Il figlio, Angelo Ruggiero Junior, e il nipote, Salvatore Ruggiero Junior (figlio di Salvatore Senior), seguirono le orme dei rispettivi padri nella criminalità organizzata. Angelo Junior fu condannato per furto aggravato nel maggio del 1998 e scontò una pena da uno a tre anni di carcere.

## Nella cultura popolare
Angelo Ruggiero è stato interpretato da diversi attori in produzioni cinematografiche e televisive dedicate alla mafia e alla figura di John Gotti:
- Vincent Pastore lo interpreta nel film per la TV Gotti (1996), prodotto da HBO
- Johnny Williams veste i panni di Ruggiero nel film Witness to the Mob (1998), trasmesso dalla NBC
- Vito Rezza lo interpreta nel film per la TV Il boss dei boss (2001), andato in onda su TNT
- Pruitt Taylor Vince gli dà volto nel film per il cinema Gotti - Il primo padrino (2018)[11]